# Кроссы домашней птицы

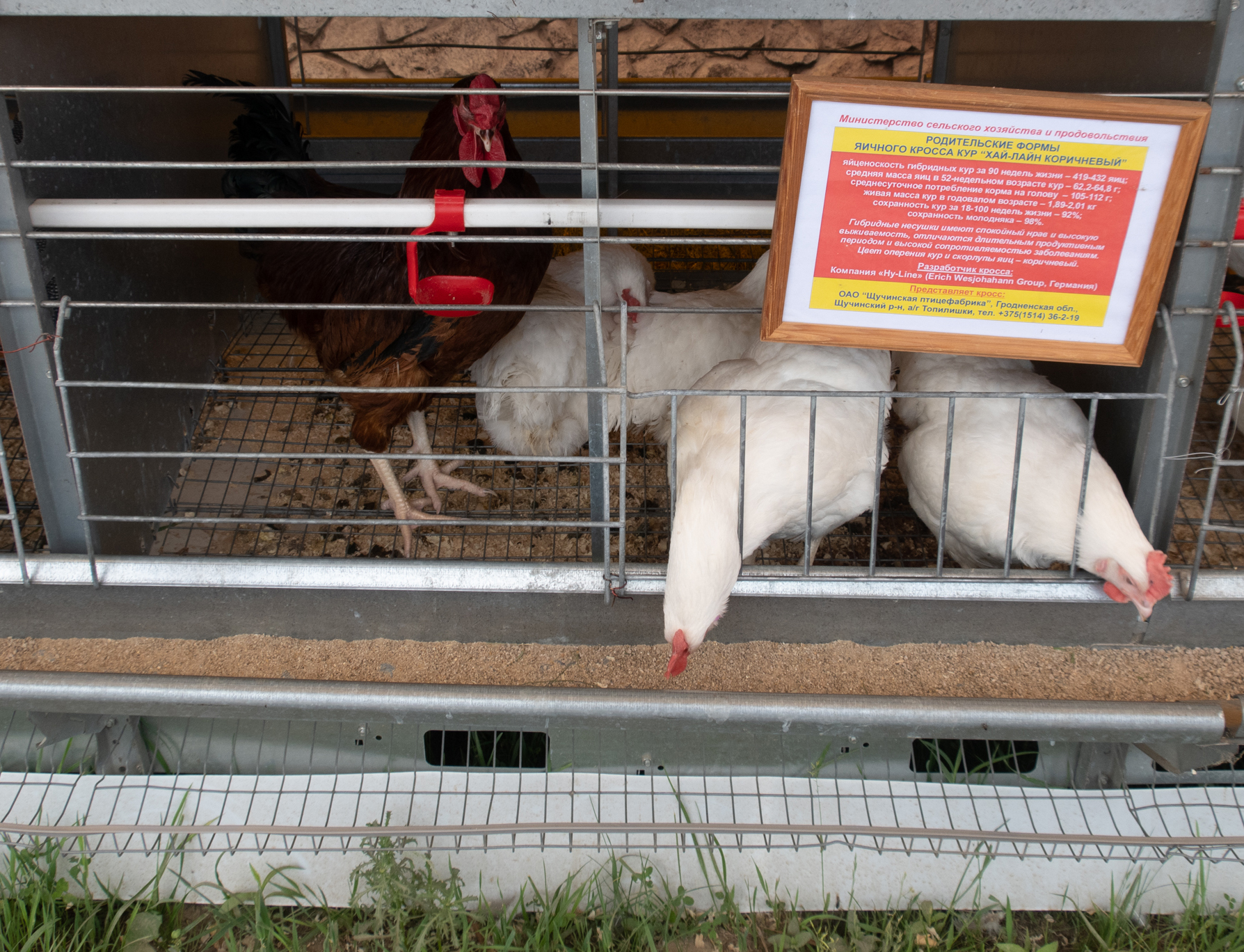
Родительские формы яичного кросса «Хай-Лайн коричневый» Щучинской птицефабрики на выставке «Белагро-2019»

Кроссы домашней птицы (от англ. cross — «скрещивание») — гибриды пород и линий домашней птицы (как правило, это куры яичных или мясных направлений), которые получают в рамках строго прописанных, иногда довольно сложных правил, обычно в промышленных условиях под надзором зоотехников.
Процесс скрещивания, то есть получения гибрида именуется кроссбридинг.

## Технология
При получении кросса петухов определённой породы или популяции (линии) скрещивают с курами другой породы или линии. Иногда полученные гибриды скрещиваются повторно с другой породой или кроссом, образуя так называемый сложный кросс. Гибридизация может сочетаться с вводным скрещиванием («прилитием крови»). От обычного межпородного скрещивания кроссы отличает утилитарный подход зоотехников к полученному поколению конечного кросса, так как эффект от гибридизации наиболее ярко проявляется именно в первом поколении. После реализации яйценосного потенциала кроссы реализуются на мясо; а представители мясных кроссов (бройлерные кроссы) убиваются по достижении нужной массы.
Кроссы являются результатом постоянных экспериментов по улучшению показателей родительских поголовий. При получении кроссов зоотехники стараются получить максимальный эффект от гибридизации, поскольку гибриды (как межвидовые, так и межпородные) более жизнеспособны, чем их однопородные родители, которые из-за разведения «в себе» могут потерять продуктивность в результате инбридинга. Иногда попутной целью создания кросса является аутосексинг, используемый для разделения цыплят по полу, поскольку раздельное выращивание кур и петухов увеличивает продуктивность и тех, и других. Пол цыплят так называемых аутосексных кроссов можно идентифицировать по специально созданным внешним признакам, которые не выражены у птицы разных полов родительских пород. При создании аутосексных кроссов часто используются птицы породы калифорнийская серая.

## Типы и примеры

### Яичные кроссы
Большинство яичных кроссов получают при участии породы белый леггорн. Известными кроссами с участием леггорнов являются советские и российские «Старт-1», «Янтарь-1», «Кристалл-5», «Волжский-3», «Беларусь-9», «Борки-1», «Борки-2» и В-121; зарубежные ISA Браун, Ломанн Браун, Тетра-СЛ и Хай-Лайн.
В промышленном яичном птицеводстве кроссы кур также делятся по цвету яичной скорлупы на белые и коричневые. Для получения последних белых леггорнов скрещивают с породами нью-гемпшир и род-айланд. Птиц породы чёрный австралорп также часто используют для создания линий и кроссов с окрашенной яичной скорлупой. Кроссы с окрашенной скорлупой яиц традиционно распространены в Англии, Франции, Италии, США и Японии, а также в Скандинавских странах. Примечателен тот факт, что так называемые коричневые кроссы имеют лучшую сохранность молодняка и взрослой птицы, более устойчивы к производственным стрессам, отличаются более высокой продуктивностью, имеют более спокойный нрав, дают больше возможностей сортировки по полу (аутосексинга), а также пользуются повышенным потребительским спросом.
Существует множество кроссов яичной птицы, но самым распространённым в России является кросс «Родонит». На его долю приходится около 42 % всего поголовья яичной птицы в Российской Федерации. Он создан специалистами ГПЗ «Свердловский», совместно с учеными ВНИТИП за короткий период времени — с 1989 по 1995 год в результате селекционной работы с линиями кросса «Ломанн Браун», завезённого из Германии (фирма «Ломанн Тирцухт»). Птица этого кросса обладает высоким генетическим потенциалом продуктивности — 296 яиц на среднюю несушку в год, 18,9—19,2 кг яйцемассы (количество яиц × среднюю массу яйца), затраты корма на 10 яиц — 2,2 кг. Яйца и мясо этой птицы характеризуются высокими вкусовыми качествами. В составе кросса две линии кур породы род-айланд красный (отцовская форма), третья — род-айланд белый и четвёртая — синтетическая, выведенная на основе белый плимутрок и белый род-айланд (обе линии материнской формы). Характерной особенностью этого кросса является аутосексность материнской формы по скорости оперяемости, а финального гибрида — по цвету оперения в суточном возрасте. Это значит, что петушков в суточном возрасте легко отличить от курочек. Так, финальные гибриды петушков в основном светло-жёлтые, а также жёлтые с коричневым пятном на голове, но вокруг глаз окраска светлая; курочки, как правило, коричневые, иногда с более светлой головой или спиной, вокруг глаз и у основания головы окраска коричневая. Это имеет большое значение для владельцев приусадебных хозяйств, которые приобретают суточных цыплят для получения пищевых яиц, и могут без труда выбрать курочек. Для желающих завести своё небольшое родительское стадо этого кросса и получать инкубационные яйца полезно знать, что суточные цыплята материнской формы имеют различия по скорости роста оперения в зависимости от принадлежности к полу. Для определения пола цыплёнка суточного молодняка родительской формы, берут цыплёнка в левую руку, фиксируют большим и указательным пальцем крыло и слегка его разворачивают, просматривая маховые и кроющие перья. Если кроющие перья короче маховых, то этот быстрооперяющийся цыплёнок — курочка, если маховые перья чуть короче кроющих или одинаковые с ними по длине, то этот позднооперяющийся цыплёнок — петушок.
Из привозных кроссов, несущих яйца с коричневой скорлупой, в российских хозяйствах содержат «Ломанн Браун» и «Хайсекс Браун».
«Хайсекс белый» — четырёхлинейный кросс, полученный на базе белого род-айланда. Птица этого кросса высокопродуктивна — яйценоскость 280 яиц и более при массе 62 г. Однако этот кросс сильно и болезненно реагирует на неблагоприятные изменения в условиях кормления и содержания, поэтому поголовье этой птицы составляет 3 %.

### Мясные кроссы
В 2000-х годах в Российской Федерации вновь активизировалась работа по получению высокопродуктивных кроссов мясных кур в связи с ростом потребительского спроса на внутреннем рынке и постепенным замещением импортного мяса отечественным. Среди российских мясных кроссов на 2008 год был распространён кросс «Смена 7».
Наибольшую популярность имеет чешский кросс Кобб 500. Порода получена путем скрещивания нескольких линий мясных пород: корнуэльской, род-айлендской, первомайской, плимутрока, кучинской, нью-гемпширской, загорской лососевой. В возрасте 35 дней живая масса у петухов - 2155 г, у курочек - 1879 г. Выход мяса у тушек — 73%.
Также популярен британский кросс Росс 308. Живая масса в возрасте 35 дней у петухов - 2234 г, у курочек - 1859 г. Выход тушки 68,3%, мяса грудки - 18,3% .
В 2020 году в Госреестр вошел российский кросс «Смена 9». Четырехлинейный кросс получен от скрещивания петухов породы Корниш с курами породы Плимутрок. Петушки медленнооперяющиеся, курочки быстрооперяющиеся. В возрасте 35 дней живая масса 1 головы составляет 2262 г, среднесуточный прирост 62,5 г при затратах корма на 1 кг прироста 1.66 корм. единиц. Убойный выход 72,9 %, мяса грудки - 22,1%..
По состоянию на 2022 год на российском рынке доля кросса «Росс-308» (Великобритания) – 88%, «Кобб-500» (Чехия) – 10% и только 2% бройлеров приходилось на отечественный кросс «Смена-9». В Сергиевом Посаде началось строительство крупного птицеводческого комплекса по производству цыплят прародителей на базе селекционно-генетического центра «Смена» (ВНИТИП), который сможет к 2025 г. заменить на российском рынке импортный генетический материал на 50% .